# Андреас Исаксон
Андреас Исаксон (швед. Andreas Isaksson; Трелеборг, 3. октобра 1981) је бивши шведски фудбалски голман.

## Трофеји

### Јургорден
- Првенство Шведске (2) : 2002, 2003.
- Куп Шведске (1) : 2002.

### ПСВ Ајндховен
- Суперкуп Холандије (1) : 2008.